# 山田良市
山田良市（日语：やまだりょういち，1923年9月3日—2013年2月27日），是大日本帝国海军第71期军人，太平洋战争结束时，最终阶级是海军大尉。战后以同等階級的1等空尉（空軍上尉）加入航空自卫队，之后昇任第15代航空幕僚長（空軍參謀長），航空自卫队最终阶级是空將（上将）。

## 生平
山由良市生于1923年（大正12年）9月3日，在长崎县福冈市出生，就读(旧制)福冈县立户畑中学。毕业后，参加海军学校考试，于1939年作为第71期学生入学（同期有大賀良平、臼渊磐、野村实和皇族成员梨本徳彦等）。1942年11月14日毕业后，作为少尉候补生。被分配到武藏號戰艦和津轻号布雷舰乘员组。
1943年6月，山由良市正式被任命为少尉，同时被任命为第40期飞行学生，加入霞浦海军航空队，在大分海军航空队和筑波海軍航空隊接受战斗机操纵训练。

### 二战经历
1944年6月，山由良市被分配到装备紫电改的第341海军航空队第402飞行分队。同年10月，进驻被日军占领的克拉克空军基地，参与菲律宾战役。10月29日，山田首次上阵，迎击来袭的美国海军舰载机群，在这场空战中，17架飞机出击后平安归来的只有包括山田在内的5架飞机，此后他也在该地区迎击来袭的美军飞机。12月，山田被晋级为上尉。同月，由于在空战时的降落事故受伤，被迫返回了日本内地。
1945年1月8日，担任第343海军航空队（统称“剑”部队）维新组（“战斗七〇一”）分队长。队长是鸳渊孝大尉。在航空队司令源田实的构想下，为了贯彻编队技术和强化通信技巧，第343海军航空队被集中在鹿儿岛县的松山航空基地接受强化训练。在日本本土战役的激烈空战中，山田在鹿儿岛县的河流上紧急降落时，被当地民众误认为是敌人而被包围。
战争结束后，山田在知道自己的队长鸳渊孝沒有留下任何遗物后，将自己的手表当作鸳渊孝的遗物送给他的妹妹鸳渊光子，并对她一见钟情，于1949年和光子结婚。山田事后承认对光子说谎，并说：“如果队长还活着，他一定不会承认自己，因为他知道这是很糟糕的”。

### 自卫队经历
1954年，随着日本航空自卫队的建立，山由良市以1等空尉阶级入伍。1955年，前往美国留学，接受了喷气式飞机的训练。1959年，担任北海道千岁第2航空团第3飞行队长。1960年9月，担任浜松基地第1航空团第2飞行队长（担当蓝色冲击波飞行表演队教官）。1963年，山田進修航空幕僚的课程结束，在1964年举行的东京奥运会开幕式上，作为航空幕僚監部（空軍參謀本部）飞行教育班长，担任蓝色冲击波飞行表演队的地面指挥官。1966年，担任空幕防卫班长。
1967年，作为视察下一次主力战斗机调查团长，前往欧美国家考察，决定引进F-4幽靈II戰鬥機。1972年1月，升任少将阶段。同年7月，担任第5航空团司令。1974年5月，但任空幕防卫部长。1975年7月，升任中将阶级，兼任航空支援集团司令。1976年2月，担任西部航空方面队司令官。1977年7月，担任术科教育本部长。1978年3月，担任航空总隊司令官。1979年8月，山田良市就任第15任航空幕僚长后，在前队长鸳渊孝的忌日当天，打捞上他战死时驾驶的「紫电改」引擎，并用笔在引擎上刻写慰灵碑。

### 退役
1981年2月17日，山田从航空自卫队退役，美国授勋他功绩勋章，以表扬他但任幕僚长时的贡献。山田退休后，他曾经在東京計器株式会社和中古车公司工作。
山田作为飞行员的经历总计28年半，总飞行时间长达4240小时。他在1993年70岁的时候，被授勋瑞宝重光章。 于2013年2月27日逝去（享年89岁）后，被追授正四位。